# محمد سولومبا
محمد سولومبا (بالإنجليزية: Muhammad Sulumba)‏ (ولد في 18 ديسمبر 1994 في ليلونغوي، مالاوي) لاعب كرة قدم مالاوي يجيد اللعب في مركز المهاجم. يلعب حاليا لصالح الصليبخات الكويتي منذ 2023.